# Handball-DDR-Oberliga (Männer) 1969/70
Die Handball-DDR-Oberliga der Männer ermittelte in der Saison 1969/70 den Meister der DDR im Hallenhandball.

## Saisonverlauf
Vor der Saison war die Mannschaft des ASK Vorwärts von Ost-Berlin nach Frankfurt (Oder) versetzt worden. Diese Versetzungen von Sportclubs bzw. einzelner Sportsektionen dienten in den sozialistischen Staaten, in denen das Leistungssportsystem ähnlich der Wirtschaft nach planwirtschaftlichen Aspekten organisiert war, als Mittel zum Zweck und wurden vor allem in den 1950er und 1960er Jahren verstärkt angewandt.

Die Oberliga wurde mit zehn Mannschaften ausgetragen, die in Hin- und Rückspielen gegeneinander antraten. Der Titelverteidiger SC Dynamo Berlin wurde vom SC Magdeburg, der erstmals Meister wurde, entthront. Die beiden Aufsteiger BSG ZAB Dessau und BSG Chemie Premnitz landeten nach Abschluss der Punktspiele auf den beiden letzten Plätzen. In der neu eingeführten Relegationsrunde mussten sie sich mit den beiden Staffelsiegern der Nord- und Südliga auseinandersetzen, wobei sich Chemie Premnitz den Klassenerhalt sichern konnte.

## Abschlusstabelle
| Pl. | Mannschaft             | Sp | S  | U | N  | Tore    | Punkte |
| 1   | SC Magdeburg           | 18 | 15 | 0 | 3  | 401:342 | 30:06  |
| 2   | SC Empor Rostock       | 18 | 14 | 1 | 3  | 372:325 | 29:07  |
| 3   | SC Dynamo Berlin (M)   | 18 | 12 | 0 | 6  | 356:291 | 24:12  |
| 4   | SC Leipzig             | 18 | 10 | 1 | 7  | 333:298 | 21:15  |
| 5   | SC DHfK Leipzig        | 18 | 9  | 1 | 8  | 351:299 | 19:17  |
| 6   | ASK Vorwärts Frankfurt | 18 | 9  | 0 | 9  | 291:275 | 18:18  |
| 7   | BSG Wismut Aue         | 18 | 7  | 2 | 9  | 335:354 | 16:20  |
| 8   | BSG Motor Eisenach     | 18 | 4  | 2 | 12 | 312:387 | 10:26  |
| 9   | BSG ZAB Dessau (N,A)   | 18 | 4  | 1 | 13 | 333:380 | 09:27  |
| 10  | Chemie Premnitz (N)    | 18 | 2  | 0 | 16 | 352:485 | 04:32  |

Erläuterungen:
1. ↑  A=Absteiger, M=Vorjahresmeister, N=Neuling

## Statistik
In den 90 ausgetragenen Oberligaspielen wurden 3.437 Tore erzielt. Das torreichste Spiel fand mit 35:26 Toren in der Begegnung Motor Eisenach – Chemie Premnitz statt. Den höchsten Sieg erzielte der SC Leipzig mit 34:14 im Heimspiel gegen Chemie Premnitz. Die erfolgreichsten Torschützen waren Schüler (ZAB Dessau) mit 129 Toren, Kertz (Chemie Premnitz) mit 124 Toren und Flacke (SC Magdeburg) mit 116 Toren.

## Meistermannschaft
Zur Mannschaft des SC Magdeburg gehörten u. a.:

Hans-Hartmut Baumgarten, Ernst Gerlach, Heinz Flacke, Manfred Hoppe, Harry Jahns, Norbert Knittel, Wolfgang Lakenmacher, Klaus Linnecke, Bernd Meyer, Lothar Noack, Udo Röhrig, Burghard Rühmeland, Rüdiger Süßmilch. Trainer war Klaus Miesner.

## Relegationsrunde
In der neu eingeführten Relegationsrunde trafen die beiden Letztplatzierten der Oberliga auf die Staffelsieger der DDR-Liga. Da in der Nordstaffel die zweite Mannschaft von Dynamo Berlin gewonnen hatte, rückte Post Schwerin in die Relegation auf und schaffte auch den Oberliga-Aufstieg. Chemie Premnitz schaffte den Klassenerhalt, während ZAB Dessau absteigen musste. Das entscheidende Spiel zwischen Schwerin und Dresden fand am 2. Mai 1970 vor 6000 Zuschauern statt.
| Pl. | Mannschaft        | Sp | S | U | N | Tore    | Punkte |
| 1   | BSG Post Schwerin | 6  | 4 | 0 | 2 | 119:100 | 8:04   |
| 2   | Chemie Premnitz   | 6  | 4 | 0 | 2 | 102:092 | 8:04   |
| 3   | BSG ZAB Dessau    | 6  | 3 | 1 | 2 | 107:116 | 7:05   |
| 4   | BSG Lok Dresden   | 6  | 0 | 1 | 5 | 100:120 | 1:11   |